# Mai 2018
Mai 2018 est le 5e mois de l'année 2018.

## Évènements
- 1er mai :
  - deux attentats-suicides perpétrés par Boko Haram à Mubi au Nigeria tuent 86 personnes[1].
  - effondrement de l'immeuble Wilton Paes de Almeida à São Paulo au Brésil, faisant 49 morts.
- 2 mai :
  - auto-dissolution du groupe terroriste indépendantiste basque Euskadi ta Askatasuna[2] ;
  - une fusillade et des attentats-suicides d'un commando de 4 membres de l’État islamique contre le siège de la Haute Commission électorale libyenne tuent 12 personnes et en blessent 7 autres[3].
  - annonce de la première détection d'hélium dans l'atmosphère d'une exoplanète, en l'occurrence WASP-107 b ;
  - accident aérien du Lockheed WC-130H aux États-Unis ;
  - découverte, sur le site archéologique de Kalinga d'un squelette de rhinocéros philippin vieux de 700 000 ans présentant des signes de découpe, ce qui indiquerait que des hominidés (peut-être l'Homme de Callao, peut-être l'Homme de Florès, peut-être une espèce inconnue) seraient arrivés dans l'archipel philippin beaucoup plus tôt que ce que l'on croyait[4],[5].
- Nuit du 2 au 3 mai : une tempête de sable provoque au moins 125 morts en Inde[6].
- 4 mai : séisme de 2018 à Hawaï
- 6 mai :
  - élections législatives au Liban ;
  - élections territoriales en Polynésie française (2e tour) ;
  - élections municipales en Tunisie ;
  - 13 personnes sont tuées et 33 blessés dans un attentat à la bombe non-revendiqué (Daech et talibans suspectés) contre une mosquée qui servait de centre d’enregistrement sur les listes électorales dans la province de Khost, dans l'est de l'Afghanistan[7] ;
  - tentative d'assassinat ministre de l’intérieur du Pakistan, Ahsan Iqba, lors d'un meeting électoral[8].
- 8 mai :
  - Nikol Pachinian est élu Premier ministre d'Arménie par l'Assemblée nationale ;
  - les États-Unis se retirent de l'accord de Vienne sur le nucléaire iranien et menacent de sanctions les entreprises qui continueraient à commercer avec l'Iran.
- 8 au 19 mai : Festival de Cannes 2018.
- 9 mai :
  - élections législatives en Malaisie, Mahathir Mohamad devient Premier ministre le 10 ;
  - publication des travaux entrepris en 2017 sur la grotte de Panga ya Saidi proche du nord de la côte du Kenya, occupée depuis 78 000 ans, qui permet d'étudier beaucoup mieux l'évolution progressive et continue de la technologie, des artefacts culturels et de la paléoécologie, ce qui renforce la thèse de l'évolution progressive et continue par rapport à celle de bonds technologiques provoqués par les migrations pan-africaines d'il y a 60 000 ans[9],[10].
- 10 mai : le prix international Charlemagne d'Aix-la-Chapelle est remis à Emmanuel Macron.
- 10 au 13 mai : Championnats d'Europe de karaté en Serbie.
- 12 mai :
  - élections législatives en Irak ;
  - élections législatives au Timor oriental ;
  - finale du Concours Eurovision à Lisbonne (Portugal), remporté par la chanteuse israélienne Netta Barzilai ;
  - une attaque terroriste fait un mort et quatre blessés à Paris.
- 13 mai :
  - plusieurs attentats à la bombe font 13 morts et des dizaines de blessés dans des églises à Surabaya en Indonésie[11] ;
  - en Slovénie, un projet d'infrastructure ferroviaire est rejeté par référendum mais le quorum de participation n'est pas atteint.
- 14 mai : 
  - après 199 jours de suspension de l'autonomie de la Catalogne, l'indépendantiste Quim Torra est investi président de la Généralité ;
  - transfert de l'ambassade américaine en Israël à Jérusalem, le jour des 70 ans de l'État hébreu. 60 Palestiniens sont tués par l'armée israélienne lors d'une manifestation dans la bande de Gaza (et 2 Cisjordaniens dans une manifestation le lendemain) ;
  - l'Australien Steve Plain termine l'ascension de l'Everest et ainsi accomplit le record des « Sept sommets », qui consiste à escalader le plus rapidement possible les montagnes les plus hautes des 7 continents (Antarctique inclus, Amérique du Nord et Amérique du Sud comptées séparément), en y parvenant en 117 jours, battant le record précédent de 9 jours ; de surcroît, il accomplit ce record en gravissant 8 montagnes, puisqu'il gravit le mont Kosciuszko en Australie et la pyramide Carstensz en Indonésie alors que normalement seule l'une des deux est nécessaire pour représenter l'Océanie dans le record des « Sept sommets »[12] ;
  - fin de la prise de contrôle de Socotra par les Émirats arabes unis.
- 15 mai : inauguration du pont du détroit de Kertch sur le détroit séparant la péninsule de Crimée et la Russie.
- 16 mai : deux sherpas népalais battent les records du plus grand nombre d’ascensions de l'Everest : Kami Rita Sherpa, un guide professionnel de 48 ans, bat le record masculin du plus grand nombre d’ascensions en atteignant le sommet pour la 22e fois de sa vie[13], et Lhakpa Sherpa, caissière de 44 ans dans un supermarché aux États-Unis, bat le record féminin du plus grand nombre d'ascensions de l'Everest en le grimpant pour la 9e fois[13].
- 17 mai : référendum constitutionnel au Burundi.
- 18 mai : 
  - le vol Cubana 972 s'écrase près de l'aéroport de La Havane (Cuba) ;
  - une fusillade dans un lycée de Santa Fe (États-Unis) fait 10 morts.
- 19 mai :
  - mariage du prince Henry de Galles et de Meghan Markle à Windsor (Royaume-Uni) ;
  - le film Une affaire de famille d'Hirokazu Kore-eda remporte la Palme d'or du Festival de Cannes 2018.
- 20 mai :
  - élections régionales en Vallée d'Aoste (Italie) ;
  - élection présidentielle au Venezuela, Nicolás Maduro est réélu avec une large majorité mais dans un contexte de très forte abstention.
- 21 mai : fin de la bataille de la Ghouta orientale en Syrie.
- 24 mai :
  - élections législatives à la Barbade remportées par le Parti travailliste de la Barbade ;
  - un attentat à la bombe dans un restaurant à Mississauga (Canada) fait 15 blessés[14].
- 25 mai :
  - référendum constitutionnel en Irlande qui se prononce en faveur de la légalisation de l'avortement.
  - le règlement général sur la protection des données (RGPD) entre en vigueur dans les pays de l'Union européenne.
- 27 mai : élection présidentielle en Colombie (premier tour).
- 26 mai : Le Real Madrid remporte la finale de la Ligue des champions de l'UEFA contre Liverpool. Troisième titre consécutif pour les Merengue, fait unique dans l'histoire de la C1 (depuis l'introduction du nouveau format en 1993).
- 28 mai : Molières 2018 à Paris (France).
- 29 mai : une attaque à Liège (Belgique) fait trois morts avant que l'assaillant soit abattu par la police.
- 30 mai : le Service de sécurité d'Ukraine déclare avoir mis en scène l'assassinat du journaliste russe Arkadi Babtchenko, annoncé la veille, pour déjouer une véritable tentative.